# Les Cinq et les Pirates du ciel
Les Cinq et les Pirates du ciel est le 6e roman de la nouvelle série Le Club des cinq publiée après la mort d'Enid Blyton. 
La série avait été initialement créée par Enid Blyton en 1943. À la mort de l'autrice en 1968, la traductrice française Claude Voilier écrira vingt-quatre volumes supplémentaires de 1971 à 1985. La première publication de ce roman a lieu en France en 1973 dans la Bibliothèque rose des éditions Hachette. 
Les premières éditions comportaient une page de texte et, en vis-à-vis, une page de bande-dessinée. Cette présentation a disparu dans les éditions publiées après 2000. 
Le roman évoque la tentative des Cinq de faire face à un détournement d'avion commis par des pirates de l’air. L'action se déroule au Brésil, et spécialement en Amazonie.

## Personnages principaux
- Les Cinq
  - François Gautier
  - Mick Gautier
  - Annie Gautier
  - Claude Dorsel
  - Dagobert (chien)
- Julien, Marco et Luc : pirates du ciel
- Pfô : chef du village amazonien
- Rnâ : sorcier du village amazonien

## Résumé
Remarque : le résumé est basé sur l'édition cartonnée non abrégée parue en 1973 (réédition de 1978) en langue française.
- Mise en place de l'intrigue (pages 7 à 64)

Invités par un oncle, les Cinq se rendent à Rio de Janeiro au Brésil. Ils embarquent dans un avion long-courrier. Durant le trajet, l'avion est détourné par trois pirates de l'air, Julien, Marco et Luc. Les pirates ordonnent un arrêt très court sur un aéroport, au cours duquel les passagers sont tous libérés, à l'exception d'Annie, retenue comme otage. François, Mick, Claude et Dagobert sont restés cachés dans l'avion, refusant de descendre et de laisser Annie seule. Les quatre compères révèlent leur existence aux trois pirates de l’air quand l'avion reprend son envol. 
Au cours du voyage, des problèmes mécaniques perturbent l'avion, qui s'écrase dans la forêt amazonienne. Il n'y a pas de blessés parmi les sept humains et le chien, mais la radio est cassée. 
- Aventures et enquête (pages 65 à 170)

Le petit groupe des naufragés de l’air fait un campement de fortune et tous se demandent comment faire pour ne pas mourir. Mais dès le lendemain, ils sont faits prisonniers par des Jivaros qui les emmènent en captivité. La nuit suivante, les trois pirates de l'air s'évadent, sans toutefois emmener les enfants avec eux, mais en leur promettant qu'ils leur enverront des secours dès qu'ils seront arrivés dans une ville ou un village. Les Cinq restent donc dans le village Jivaro. Ils font la connaissance de Rnâ, le sorcier du village, qui s'avère être, derrière son masque de sorcier, un européen prénommé Guy et un peu aventurier. Lui aussi avait été fait prisonnier par les Jivaros. 
Par la suite, les enfants s'habituent peu à peu à la vie communautaire, bien que restant sous bonne garde. Un jour, les enfants apprennent l'existence d'une légende concernant le « Trésor de la déesse ». Ils proposent à Rnâ (Guy) de parler à Pfô, le chef du village, afin de tenter de retrouver ce trésor. Pfô promet de libérer les enfants et Guy si le trésor est retrouvé. Une expédition est alors organisée. Grâce à l'astuce des enfants, le trésor est retrouvé dans un vieux temple situé en pleine forêt amazonienne. 
Or les trois pirates de l'air venaient de trouver refuge dans ce temple et venaient de découvrir le trésor. Tandis Julien et Marco veulent s'emparer des yeux de la statue (formés de deux grosses émeraudes d'un prix inestimable), Luc refuse. Un combat a lieu entre les deux pirates de l'air et Luc, aidé de Guy, des enfants et de Dagobert. Les deux vilains sont mis hors d'état de nuire. 
- Dénouement et révélations finales (pages 170 à 183)

Pfô libère Guy et les enfants. Le petit groupe des Européens est récupéré par un hélicoptère brésilien. Les enfants retrouvent leurs parents à Rio de Janeiro. On apprend qu'à leur procès, Luc a été condamné à une peine légère d'emprisonnement compte tenu de son comportement, tandis que Julien et Marco ont été sévèrement condamnés.

## Remarque
L'aventurier Raymond Maufrais est évoqué dans le roman (p. 68).